# Lachapelle-sous-Chanéac
Lachapelle-sous-Chanéac település Franciaországban, Ardèche megyében. Lakosainak száma 159 fő (2022. január 1.). Lachapelle-sous-Chanéac Chanéac, Saint-Clément és Saint-Julien-d’Intres községekkel határos.

## Népesség
A település népességének változása:
| Lakosok száma | 271  | 204  | 162  | 197  | 178  | 176  | 172  | 165  | 163  | 159  |
|               | 1968 | 1982 | 1990 | 2006 | 2013 | 2015 | 2017 | 2019 | 2020 | 2022 |